# .ie
.ie is het achtervoegsel van domeinen van websites uit Ierland. Het domein is bedoeld voor het gebruik door organisaties, niet voor individuen. De regels voor het registreren zijn strak, zo moet een aanvrager aantonen recht te hebben op het gevraagde domein. De regels zijn de afgelopen jaren iets losser geworden, zodat ook merkhouders binnen de EU een .ie domein kunnen aanvragen.
Tot de oprichting van IE Domain Registry Limited in 2000, was de Universiteit van Dublin de registrator voor het .ie domein.
Microsoft gebruikt dit domein voor websites die speciaal geoptimaliseerd zijn voor de browser Windows Internet Explorer, zoals een gratis versie van het populaire smartphonespel Cut the Rope op cuttherope.ie.